# Glassnijders
De glassnijders (Brachytron) vormen een monotypisch geslacht van echte libellen uit de familie van de glazenmakers (Aeshnidae).

## Soorten
- Brachytron pratense (Müller, 1764) – Glassnijder